# Ernst Ortlepp

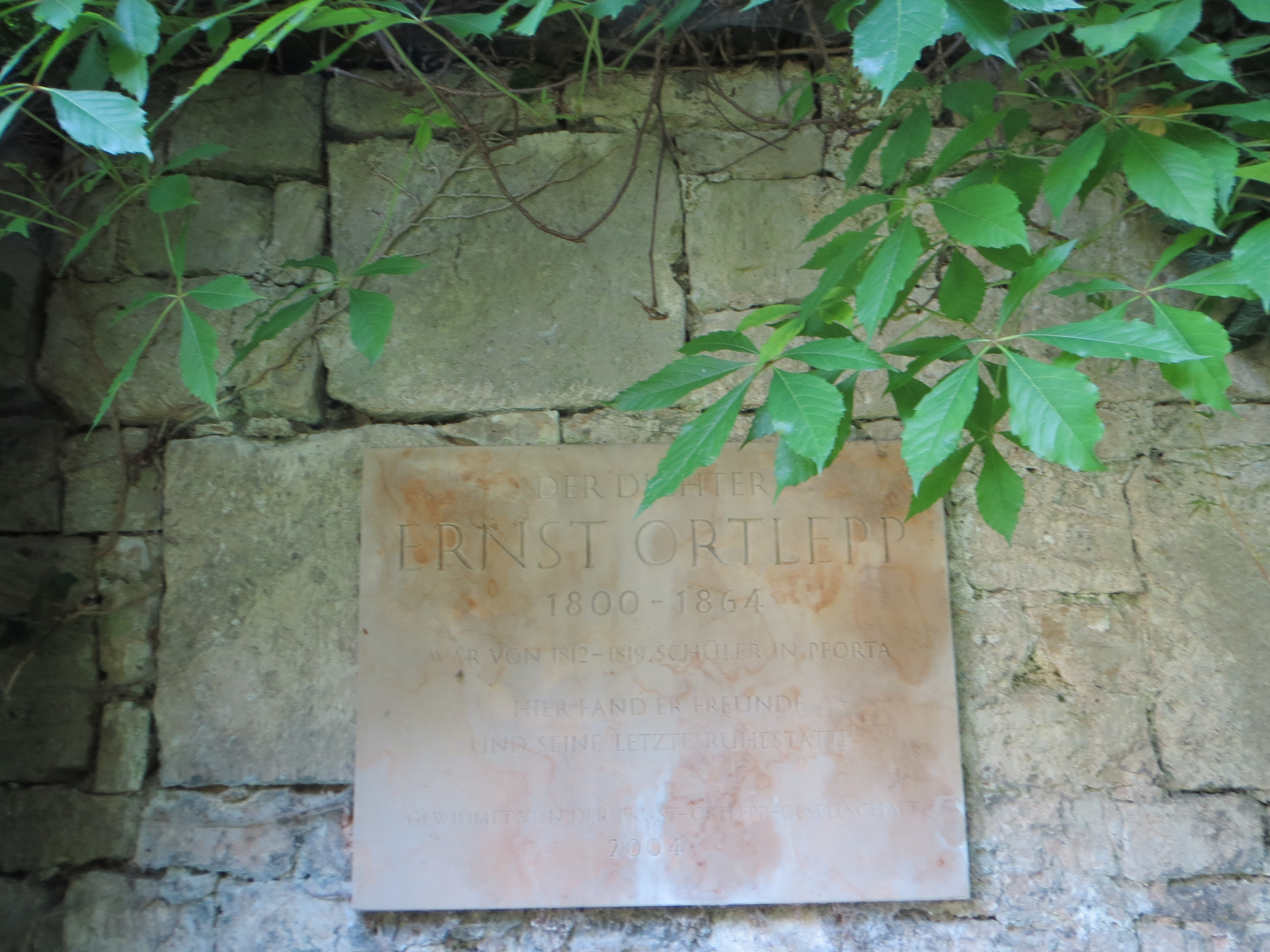
Gedenktafel auf dem Friedhof Schulpforte

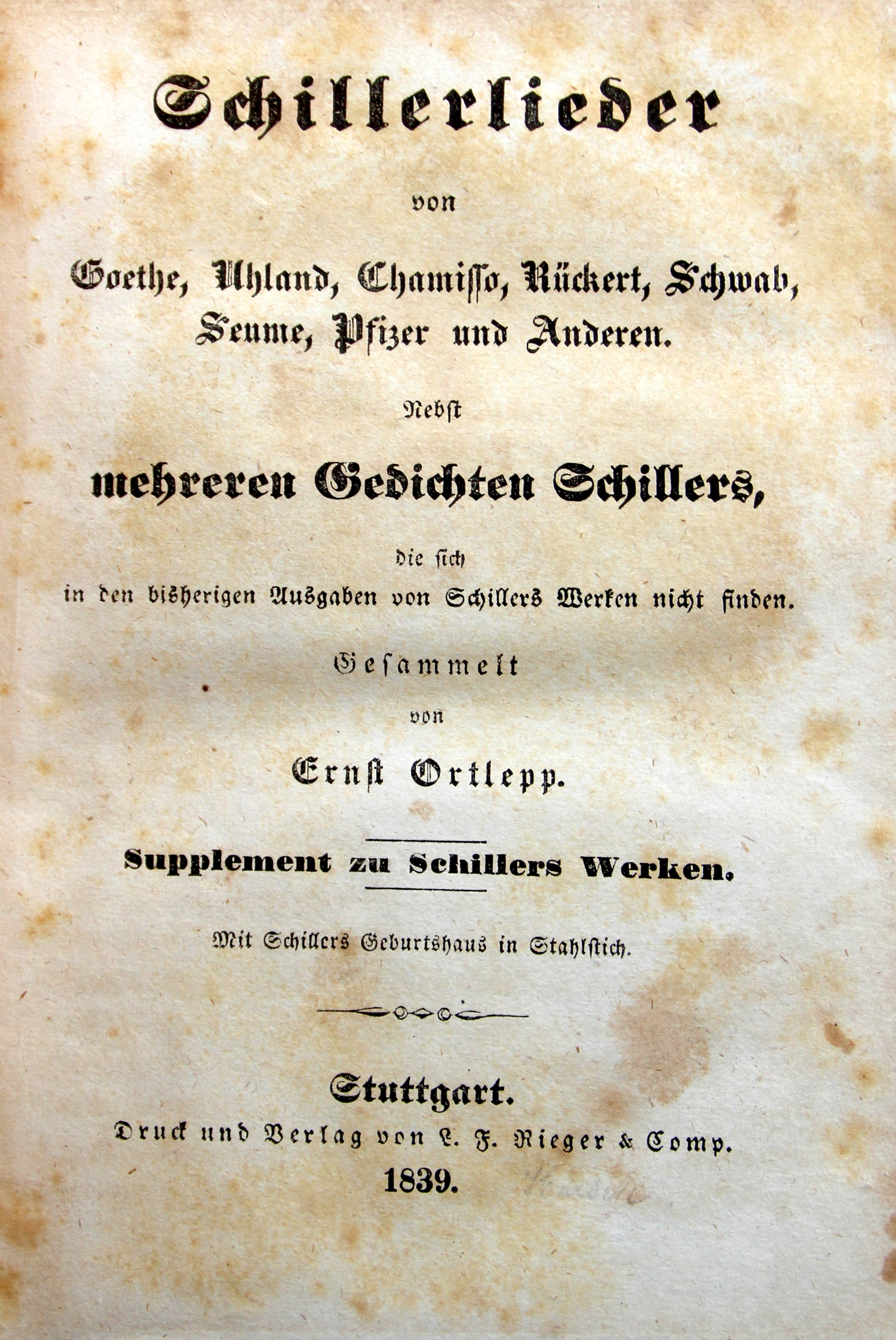
Schillerlieder, gesammelt von Ernst Ortlepp, 1839

Ernst Ortlepp (* 1. August 1800 in Droyßig; † 14. Juni 1864 bei Schulpforte) war ein deutscher Dichter des Vormärz.

## Leben
Ortlepp wurde als Sohn eines evangelischen Pfarrers geboren. Im Alter von 12 bis 19 Jahren wurde er an der Landesschule in Schulpforte unterrichtet, danach studierte er Theologie und Philosophie in Leipzig. 1824 beendete er sein Studium ohne Abschluss. Daraufhin wohnte er eine Zeit lang als „Privatier“ bei seinem Vater in Schkölen.
In den 30er Jahren des 19. Jahrhunderts ging Ortlepp abermals nach Leipzig, wo er sich einen Ruf als politisch engagierter Dichter erarbeiten konnte. Zu seinen wichtigsten Werken gehörten die Polenlieder. In jener Zeit machte er auch Bekanntschaft mit Heinrich Laube und Richard Wagner, (Johann Wolfgang von Goethe hatte er wenige Jahre zuvor kennen gelernt). Ortlepps kritische Zeilen in Fieschi veranlassten Metternich, dieses Gedicht verbieten zu lassen. 1836 fiel Ortlepp endgültig in Ungnade und musste der Stadt den Rücken kehren.
Im Zeitraum zwischen 1837 und 1853 hielt er sich in Württemberg auf. Damals lebte er vor allem von seiner Tätigkeit als Verleger und Übersetzer. Obwohl er das Werk recht kritisch bewertet, erschien 1840 seine komplette Übersetzung der Sonette Shakespeares, in der er allerdings nach eigener Angabe Anleihen bei den Übersetzungen Karl Richters und Gottlob Regis’ macht. Im Revolutionsjahr 1848 versuchte er mit seinem Werk Germania eine Art deutsches Nationalgedicht zu schaffen. Seit 1853 wohnte der mittlerweile verarmte Ortlepp wieder in seiner alten Heimat.
Nach dem gescheiterten Versuch, 1856 Lehrer an einer höheren Schule zu werden, rutschte er noch tiefer ins soziale Abseits. Aus Köln erhielt er seine einzige Auszeichnung: ein Narrendiplom. Er kam nun wiederholt mit der Justiz in Konflikt und musste 1858 und 1861 zwei Gefängnisstrafen in Zeitz absitzen. Sein dichterisches Schaffen wurde dadurch aber nicht beendet. Es erschienen im betreffenden Zeitraum weiterhin zahlreiche Gedichte Ortlepps im Naumburger Kreisblatt.
In den letzten Jahren vor seinem Tod hielt er sich oft an seiner alten Schule auf, wo er mit einigen Schülern befreundet war. Zu diesen gehörte Friedrich Nietzsche, den Ortlepp nach der Meinung des Nietzscheforschers Hermann Josef Schmidt durch mutmaßliches päderastisches Verhalten wie auch durch seine aggressive Blasphemie geprägt haben soll. Beeindruckend war gleichwohl sein fachlich fundiertes Wirken als Nachhilfelehrer. Er faszinierte die jungen Adepten durch seine Skurrilität und fast magische Ausstrahlung.
Der Schriftsteller Joachim Köhler übernahm die Entdeckungen Hermann Josef Schmidts in seine Nietzsche-Biographie.
Ernst Ortlepp starb am 14. Juni 1864 unter nie ganz geklärten Umständen. Die Literaturkritik war froh: Robert Prutz denunzierte ihn posthum als allerletzten Vertreter eines fehlinterpretierten Sturm und Drang. Der 19-jährige Nietzsche schrieb damals Folgendes in einem Brief:

„Der alte Ortlepp ist übrigens todt. Zwischen Pforta und Almrich fiel er in einen Graben und brach den Nacken. In Pforta wurde er früh morgens bei düsterem Regen begraben; vier Arbeiter trugen den rohen Sarg; Prof. Keil folgte mit einem Regenschirm. Kein Geistlicher. Wir sprachen ihn am Todestag in Almrich. Er sagte, er gienge sich ein Logis im Saalthale zu miethen. Wir wollen ihm einen kleinen Denkstein setzen; wir haben gesammelt; wir haben an 40 Thl.“

## Gedichte und andere Werke
- Die Abendglocken. 1831[4]
- Fieschi: Ein poetisches Nachtstück. L. Fort, Leipzig 1835 (online bei Google Books).
- Beethoven. Eine phantastische Charakteristik, Leipzig 1836 (Digitalisat)
- Shakespeare's Sonette, in: Nachträge zu Shakspeare's Werken in vier Bänden, Band 3 (1840), S. 221–324